# ソン・ホンギュ
ソン・ホンギュ（孫洪奎、1975年 - ）は、韓国の作家。

## 経歴
1975年、全羅北道井邑生まれ。東国大学校国語国文学科卒業。2001年「作家世界」新人賞を受賞しデビュー、その後は李箱文学賞、白信愛文学賞、呉永寿文学賞などを受賞。2010年発表の『イスラーム精肉店』で老斤里平和文学賞を受賞。
作品は短編集に『人の神話』（2005年）、『親書いわく』（2008年）、『トムはトムと寝た』（2012年）、長編小説に『鬼神の時代』（2006年）、『青年医師　張起呂』（2008年）など。
「イスラーム精肉店」は、戦争という集団的狂気が人々にもたらす凄まじいトラウマと、人種や宗教等で人を区別することの無意味さを描き、英語版とトルコ語版も出版され、多くの読者を獲得している。
2008年11月から京郷新聞で連載コーナーを持つ。

## 邦訳作品

### 単行本
- 『イスラーム精肉店』橋本智保訳、新泉社、韓国文学セレクション、2022年1月

### アンソロジー
- 「絶望した人」橋本智保訳 in『僕は李箱から文学を学んだ』クオン、2020年11月